# Gianlucido Gonzaga

Wappen der Gonzaga

Gianlucido (Giovan Lucido) Gonzaga (* 1421 in Mantua; † 11. Juni 1448 in Ceresara)  war ein italienischer Adliger und Ordensmann.

## Biografie

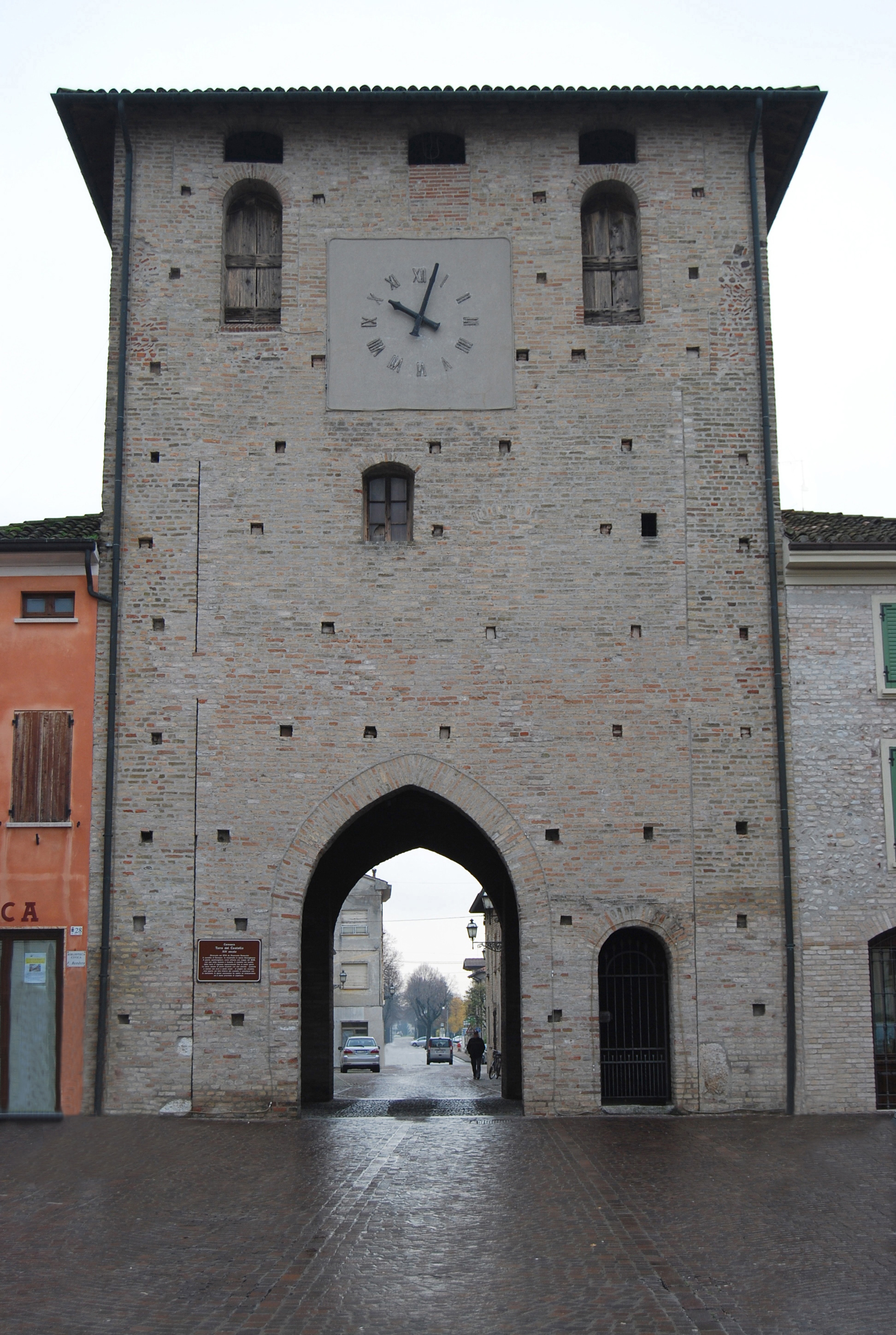
Ceresara, Torre Civica

Er war der vierte Sohn von Gianfrancesco Gonzaga, dem Markgrafen von Mantua und Paola Malatesta.
Im Alter von vier Jahren wurde er Schüler von Vittorino da Feltre in seiner Ca’ Zoiosa. Als Liebhaber der Poesie hat er ein Gedicht in Versen verfasste, das den Einzug des Kaisers Sigismund in Mantua im Jahre 1433 beschreibt.
Unter der Betreuung eines der engsten Mitarbeiter von Vittorino, Iacopo da San Cassiano, wurde Gianlucido von 1438 bis 1442 nach Pavia geschickt, um Jura zu studieren und wurde zu einem apostolischen Protonotar. Nach dem Tod des Vaters im Jahr 1444 erbte er die Ländereien von Volta, Cavriana, Ceresara, San Martino Gusnago, Piubega, Rodigo und Castellaro.
Es ist bekannt, dass er 1442 an Belbello da Pavia den Auftrag für das Missal der Kathedrale von San Pietro in Mantua (bekannt als Missal der Barbara von Brandenburg) gegeben hat. Es befindet sich heute im Museo Diocesano Francesco Gonzaga. Er beauftragte Barbara von Brandenburg mit der Fertigstellung des Pergament-Missales, das auf Anregung von Andrea Mantegna im Jahr 1465 vom Miniaturisten Girolamo da Cremona, mit seinem Gehilfen Taddeo Crivelli, vollendet wurde.
Gesundheitlich geschwächt starb er in seinem Lehen von Ceresara im Alter von 27 Jahren und sein Besitz ging an seinen Bruder Ludovico über.